# أساطير المايا
أساطير المايا (بالإنجليزية: Maya mythology)‏ ميثولوجيا شعوب المايا (المكسيك الوسطى) هي ميثولوجيا دورات الخلق والتدمير، مما أدى إلى انهيارها أيضاً أسوة بزميلاتها من حضارات أميركا الأصلية، ويسميها الباحث حنا عبود ميثولوجيا «لعبة كرة الموت القاتلة» وهي كرة مطاط كان يلعب بها مجموعة من الناس أو النبلاء تنتهي بقربان بشري، وقد استفظع المستعمرون طقوس الفصد الدموي التي كان الإمبراطور يقوم بها، أما الدخان والتدخين فقد كان له وظائف غير التي لها الآن، تتعين في طرد البعوض وإرسال برقيات مستعجلة وأحيانا للاتصال مع «قلب السماء».
وتضم تقاليد المايا مجموعة متنوعة من الأساطير والخرافات. مثل قصص البطل التوأم وخلق العالم. وتروي أساطير المايا كيف أنَّ الآلهة من عصر عالمي سابق خلقت الأرض، ثم شكلت أول الناس من الذرة - الطعام الأساسي في المنطقة. وكان للمايا وحدهم ما يصل إلى 166 إلهًا. وتعتبر آلهة هذه المناطق من المكسيك آلهة للخصوبة والزراعة والشمس والمطر والماء. وكان هناك أيضا آلهة الحرب، والنار، والمواسم، وكوكب الزهرة، وغيرها.
هناك تنوع كبير في السرد الديني الحديث الذي يتضمن قوالب نمطية عن لقاء الأرواح الجبلية وأساطير متعلقة بالأبطال وبالآلهة. وقد ادماج بعض القصص الكاثوليكية خاصة المتعلقة بنشوء الأرض وخلق النباتات المفيدة. من بين الأساطير الأكثر شهرة هي تلك المتعلقة بافتتاح جبل ميز من قبل آلهة البرق، وصراع الشمس مع أخوتها الكبار، وزواج الشمس والقمر. وهناك بالفعل تقدم المحرز في فك الهيروغليفية وهي أهم مصادر الأساطير الكلاسيكية والمشاهد رسمت على الفخار والأيقونات الأثرية.

## مصدر الأساطير
تشمل الكتابات الهامة للمايا أربعة مخطوطات باقية، وهي: بوبول فو PoPul Vuh، وكتابات دييغو دي لاندا (حوالي 1524-1579)، وهو كاهن إسباني. وعلى الرغم من أن معظم حكايات المايا هي نتائج عملية تفاعل تاريخية تتفاعل فيها تقاليد السرد الإسباني مع تلك المصادر الأصلية، فإن بعض الحكايات تعود إلى ما قبل العصر الإسباني.

## الكونيات المايانية

### خلق الكون والإنسان
إذا بحثنا في ميثولوجيا مايا الكونية، سنجدها غريبة وشديدة التعقيد، ومغالية في التزويق، فقد عمل الباحث «بوبول - فوخ» على تأليف كتاب حول هذه الميثولوجيا في القرن السابع عشر، وقد كتبه على لسان أحد الإسبان، وتتحدث أسطورة التكوين لديهم عن صنع الكون من قبل زوج الآلهة «الأم العظيمة والأب العظيم»، وتقص الأسطورة ولادة التوأمين من رأس أحد الآلهة الميتة بأعجوبة على يد واحدة من العذراوات، فقد قاما بصنع العالم بالتتابع، حيث صنعا أولا الأرض ومن ثم الحيوانات ومن ثم البشر من الصلصال وفيما بعد من الخشب، ولكن كلتا المحاولتين باءت بالفشل الذريع، وعندها قاما بصنع الإنسان من حبوب الذرة الصفراء المطحونة، حيث أنتجا أربعة رجال أولا ومن ثم أربع نساء - والرقم 4 مقدس لدى المايا.
وترد في مؤلف ميثولوجي أخر يحمل عنوان «تشيلام بالام» قصة عن عصور عالمية، وعن الطوفانات العالمية بتفاصيل كثيرة ومعقدة، وهناك أسطورة «إسخاتولوجيا» وهي أسطورة نهاية العالم، وعن الكارثة العالمية المقبلة، وهذه الكتب هي الوحيدة المعروفة لدى السكان الأصليين والمتعلقة بالميثولوجيا الأمريكية القديمة.

### الأرض، السماء، العالم السفلي
أفقياً، تصور الأرض بطرق مختلفة: كمربع مع أربع اتجاهات أو كدائرة دون نقاط ثابتة. الأرض المربعة تصور أحياناً على أنها حقل ذرة، والأرض الدائرية كسلحفاة عائمة على الماء. ولكل اتجاه في الأرض شجرة خاصة به، وطير، وإله، ولون، وجبل. أما عمودياً، تنقسم السماء إلى ثلاثة عشر طبقة، والآلهة ترتبط في بعض الأحيان بإحدى هذه الطبقات، خصوصاً في العصر ما قبل الكلاسيكي. أما العالم السفلي فينقسم على تسع طبقات.
محور العالم هو شجرة الحياة (ياكسش سيبا) التي هي بمثابة وسيلة للإتصال بين مختلف العوالم. في (بالينك)، شجرة الحياة هي شجرة الذرة، تماماً مثل شجرة الحياة في دستور (بورجيا). يحوم حولها الثعبان ثنائي الرأس الذي يمثل حالة الكسوف. يمثل الملك أحياناً شجرة الحياة، وعادة ما يظهر وهو يحمل الثعبان ثنائي الرأس في الاحتفالات. إلى جانب عبادة شجرة الذرة، يجلس الملك أو يقف على جبل يحتوي على الذرة، معتبراً نفسه حارساً للذره في المملكة.
في الفترة الكلاسيكية، كانت الأرض والسماء تمثلان الثعبان والتنين، في كثير من الأحيان ثنائي الرأس، التي تكون بمثابة وسيلة للوصول للآلهة وللأسلاف. ويبدو أن الثعابين الأخرى، التي تظهر بشكل عمودي، خصصت لتربط مختلف العوالم ولتنقل المياه الأرضية إلى السماء. أما التنانين فتجمع في شكلها بين ملامح الثعابين والتماسيح، والغزلان، وترتبط بشكل كبير بالتنجيم حيث تعتبر التنانين هي درب التبانة.

### بداية ونهاية العالم
تقدم بعض كتب (يوكاتيك) و (تشيلام بلام) أساطير تتعلق بحدوث طوفان وانهيار السماء وفيضانات لاحقة وانتهاء دورة العالم واستئنافها من جديد. إن إله البرق (بولون دزاكاب)، وحاملات السماء والأرض (باكاب)، وتمساح الأرض (ايتزام كاب عين) كلها تلعب دوراً في هذه الدراما الكونية، كما يشير النص الهيروغليفي في (بالينكي يش).

### المعابد والأضاحي

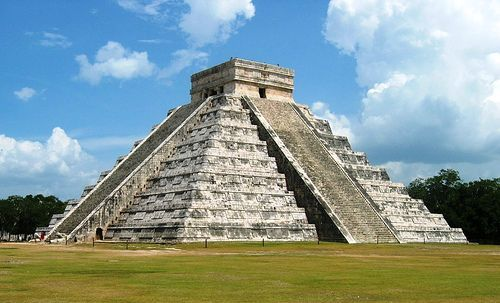
أحد أهرامات المايا

كانت مدن يوكاتانا مراکز دینية قامت فيها أضخم مراكز العبادة من معابد عظيمة، حيث حظيت بشعبية واسعة وكبيرة منتشرة، وكانت معابدها على شكل أهرامات متدرجة ضخمة تقدم فيها القرابين للآلهة، ومنها القرابين البشرية، وكان هناك معتقد معروف وهو الإيمان بـ«تشاكات» وهي أعداد غفيرة من أرواح الخصب والمطر ومعطية المواسم، وكانت النشاطات مرتبطة بجهات البلدان الأربعة، ودخلت ثقافة الأزتيك الدموية المتأخرة على شعوب المايا في القرن الخامس عشر على يد الفاتحين الجدد، وبقي لدي هنود غواتيمالا «المايا» المعتقد المعروف والسائد كثيرا لدى الشعوب الأمريكية وهو «الناغوالية» حيث لاحظ الكتاب الإسبان هذا المعتقد في القرنين السابع عشر والثامن عشر. وملخصه أنه يوجد لكل إنسان حیوان - توأم يدعى «ناغوال» وهو توأمه الخفي في شكل حيوان ما في الغابة، وإن هلك هذا الحيوان يجب على الإنسان أن يهلك مثله، وهذا يعود إلى الطوطمية أو عبادة الأرواح السائدة قبل المايا وآلهتها المتنوعة.

## البشر

### الروح والجوهر المشترك
يعتقد المايا التقليديون بوجود أكثر من روح داخل الجسد الواحد، وعادة ما توصف هذه الأرواح بمصطلحات شبه مادية مثل الظل، التنفس، الدم، والعظام. يؤدي فقدان أحد هذه الأرواح إلى أمراض محددة تسمى عادة بفقدان النفس أوالخوف (سوستو). كما ترتبط الحيوانات والظواهر الطبيعية كالمذنبات والبرق بحماية الفرد وخصوصا الذكور. في بعض الحالات المرتبطة غالبا بالسحر الأسود، يمكن للمرء أن يغير من جوهره ويتصرف كالذئاب الضارية. كما كان لجنود المايا مجموعة كاملة من الأصدقاء الروحيين يطلق عليهم اسم (وأيوب)، وكان لهم أسماء هيروغليفية متميزة.

### الحياة الآخرة: العالم السفلي والجنة والبحر
في الماضي ما قبل الغزو الإسباني، لم يكن هناك مفهوماً واضحاً للحياة الآخرة. كان (زبالانك) مخصص لمرافقة الملك الميت إلى العالم السفلي المخيف المسمي بـ (شيبالبا) أي مكان الخوف. كان لـ (يوكاتيك) مفهوم مزدوج للحياة الآخرة: ينحدر الأشرار إلى العالم السفلي لتلقي العذاب هناك، بينما يصعد الأخيار إلى الجنة بقيادة الآلهة (اكتساب). ويخرج أسلاف ملوك المايا من الأرض مثل أشجار الفاكهة التي تشكل معاً بستاناً من النعم. وقد تم تفسير ما يسمى بجبل الزهرة على وجه التحديد كمرجع لالتقاء الجنة المائية والطاقة الشمسية. بالنظر إلى بقايا الحيوانات البحرية الموجودة في المقابر الكلاسيكية والصور المرافقة للحياة المائية، قد تكون هذه الجنة البحرية هي بديل المايا لجنة إله المطر (تلوكان) في الدين المركزي المكسيكي.

## قوى العالم الآخر

### الأسلاف
يعيش مجتمع المايا التقليدي تحت أثر الوجود المستمر للأسلاف، اللذين يعتقد بأن أرواحهم تسكن أعالي الجبال، وتقدم إليهم بإستمرار الهدايا والقرابين. ويكون تأثير الاسلاف والانساب أكثر أهمية في طبقة النبلاء. وهكذا، فإن (بوبول فوه) يسرد ثلاثة أنساب من كبار اللوردات. هؤلاء الأسلاف الذكور عرفوا بأداء طقوس إراقة الدماء وتقديم القرابين، وقد تلقوا الآلهة الخاصة بهم في أرض أسطورية تسمى الكهوف السبعة والأخاديد السبعة (ناهوا تشيكوموزتوك)، ثم بعد اختفائهم تركوا وراءهم حزماً مقدسة.

### الأبطال
هناك من يعرف بالأبطال ضمن مجموعة الأسلاف، مثل التوأمان (هونابو) و (زبالانك) المذكوران في ملحمة (كيشيان) في القرن السادس عشر. كانت مغامرات هذين البطلين معروفة في جميع أنحاء منطقة المايا في الفترة الكلاسيكية. وهناك أبطال آخرون من الأسلاف في مختلف مجموعات المايا التقليدية، مثل (قزح إز) في (يوكاتيك ماياس)، و (خوان كانيل) في (جاكاليتس) في المرتفعات الشمالية الغربية، و (أوهوركستوتيل) قاتل النمر في (تزوتزيلز) من (تشياباس). يمكن أن ينتمي الأبطال إلى الماض القريب أو البعيد. كما يتم الدعاء إلى الأبطال في الصلوات ويقدم لهم نوع من أنواع العبادة والتبجيل. في بعض الأحيان يعتبر بعض القدييسين أو بعض العسكريين من الأبطال.

### الآلهة

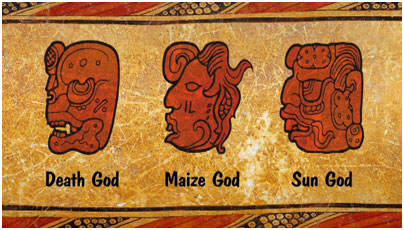
بعض من أشكال الآلهة عند المايا

لقد اختلطت عقيدة المايا بعقيدة المستعمر الإسباني الكاثوليكية، فتم دمج مريم العذراء، وعدد من القديسين، والملائكة والشيطان مع الآلهة التقليدية وأبطال الأسلاف لدى المايا. الملائكة، على سبيل المثال، تمثل آلهة المطر. وغالبا ما يشار إلى الآلهة التي تحكم النباتات البرية، والحيوانات، والأسماك باسم الأصحاب (دينوس)، مثل آلهة وادي الجبل في المرتفعات. ويطلق على الأرض الحية مسمى العالم (موندو).
مفهوم الألوهية لا يقتصر على مجرد تجسيد للظواهر الطبيعية. على سبيل المثال، تلعب الذرة دوراً مهماً في اعتقاد المايا، ولكن دور إله الذرة في المايا يتجاوز مجال الزراعة ليشمل الجوانب الأساسية للحياة المتحضرة بشكل عام. وللآلهة أنواع من الوظائف الاجتماعية المتصلة بالأنشطة البشرية مثل الزراعة والقبالة والتجارة والحرب. وعلاوة على ذلك، يمكن أن تكون الآلهة راعية لشرائح كبيرة من المجتمع، مثل الآلهة الأربعة التي ترأس الأجنحة الأربعة من (إتزامكاناك).
وبحسب مخطوطات (يوكاتيك) للقرن السادس عشر، تنقسم الآلهة الرئيسية لدى المايا علي النحو التالي:
- الإله الخالق الرئيسي (ايتزامنا)
- آلهة السماء، وخاصة إله الشمس (آه كين)، إلهة القمر، ورعاة الزهرة.
- آلهة الطقس والمحاصيل، وخاصة إله المطر (تشاك)، اله البرق (بولون دزاكاب)، وآلهة المياه الأرضية والرعد (باكابس)، وآلهة الذرة.
- آلهة التجارة (تشاك) وآلهة القابلات (آلهة إيكسشيل).
- آلهة الشباب والزواج.
- آلهة الموت.
- آلهة التوائم الابطال.

و ضمن المخطوطات الأصيلة الثلاث هناك وظائف للآلهة الإناث تركزت في آلهة الشباب وهي امرأة بيضاء، والإلهة القديمة وهي امرأة حمراء. وهناك أيضاً آلهة المحيط التي تتميز بأسنان كسمك القرش، وآلهة النمر المرتبطة بالحرب، وآلهة الثعبان ذا الريش.

## العفاريت والأقزام
وفقا لعقيدة (يوكاتيك)، يمكن للكهنة الأصليين خلق العفاريت (ألوكسوب) الذين إذا تم تحضيرهم بشكل صحيح سوف يساعدون المزارع في عمله من خلال حماية حقله. القزم وأحدب الظهر يعملون كمرافقين للملك ولآلهة الذرة، تماما كما هو الحال مع الأقزام المساعدين للآلهة المطر والبرق والرعد.